# Sheila van den Bulk
Michaela Wilhelmina Alida "Sheila" van den Bulk, född 6 april 1989, är en nederländsk fotbollsspelare som spelar för Vittsjö GIK. 2024 spelar för Eskilstuna United.

## Klubbkarriär
Mellan 2008 och 2013 spelade van den Bulk för nederländska ADO Den Haag. Hon gjorde bland annat nio mål för klubben i BeNe League säsongen 2012/2013. I augusti 2013 gick van den Bulk till norska IL Sandviken. Hon spelade 11 matcher för klubben i Toppserien 2013. I februari 2014 gick van den Bulk till Kolbotn IL. Hon spelade 19 ligamatcher och gjorde tre mål under säsongen 2014. Följande säsong gjorde van den Bulk fem mål på 22 ligamatcher.
I februari 2016 värvades van den Bulk av Djurgårdens IF. Hon debuterade i Damallsvenskan den 17 april 2016 i en 1–2-förlust mot Eskilstuna United. van den Bulk spelade samtliga 22 ligamatcher och gjorde fyra mål under sin debutsäsong i klubben. Följande säsong spelade hon 10 ligamatcher och gjorde tre mål. I premiären av säsongen 2018 gjorde van den Bulk båda målen i en 2–1-vinst över Eskilstuna United. Hon spelade totalt 22 ligamatcher och gjorde fyra mål under säsongen. I december 2018 förlängde van den Bulk sitt kontrakt med ett år.
I mars 2019 råkade van den Bulk ut för en korsbandsskada som höll henne borta från spel under hela säsongen 2019. I december 2019 förlängde hon sitt kontrakt med två år. Den 29 juli 2020 gjorde van den Bulk båda målen i en 2–1-vinst över Eskilstuna United. Den 3 oktober 2020 gjorde hon båda målen i en 2–1-vinst över Växjö DFF. Totalt spelade 18 ligamatcher och gjorde fem mål under säsongen 2020.
I november 2021 värvades van den Bulk av Kristianstads DFF, där hon skrev på ett tvåårskontrakt. I april 2024 värvades van den Bulk av Vittsjö GIK.

## Landslagskarriär
van den Bulk debuterade för Nederländernas landslag den 4 juni 2016 i en 1–0-vinst över Sydafrika. Hon var en del av Nederländernas trupp som vann EM 2017.